# Faragó József (szobrász)
Faragó József, Neuschl (Újbánya, 1821. március 21. – Lőcse, 1895. március 27.) magyar szobrász.

## Életútja
Első faragásával 1840-ben Pesten magára hívta a figyelmet, ugyanezen évben ajánlás folytán került 
Ferenczy István mellé. Később az Esztergomban munkálkodó Marco Casagrande mellett dolgozott. Tanulmányokat folytatott Münchenben. Dolgozott az esztergomi bazilika szobrainak kőbe faragásán, 1847-ben Szentháromság-szobrot készített szülővárosa, Újbánya számára, végül Dobsinán, majd Lőcsén fejtett ki alkotó tevékenységet. 1869-ben megbízták a branyiszkói csata honvédemlékművének elkészítésvel, az elkészült művet Lőcsén állították fel. 1879-ben készítette el Kossuth Lajos mellszobrát. 1884-ben néhány magyar vezér gipszszobrocskáját küldte a Műcsarnokba Szirmabesenyőről.